# Campionati mondiali di sollevamento pesi 2023 - 55 kg femminile
Le gare di sollevamento pesi della categoria fino a 55 kg femminile — pesi piuma — dei campionati mondiali del 2023 si sono svolte dal 5 al 6 settembre 2023 a Riad presso la Green Hall del Prince Faisal bin Fahad Olympic Complex.

## Programma
L'orario indicato corrisponde a quello saudita (UTC+03:00)
| Data             | Orario | Evento   |
| ---------------- | ------ | -------- |
| 5 settembre 2023 | 21:30  | Gruppo C |
| 6 settembre 2023 | 14:00  | Gruppo B |
| 6 settembre 2023 | 19:00  | Gruppo A |

## Medagliate
Per ciascun esercizio, le prime tre classificate sono le seguenti:
| Esercizio | Oro            | Oro    | Argento        | Argento | Bronzo          | Bronzo |
| --------- | -------------- | ------ | -------------- | ------- | --------------- | ------ |
| Strappo   | Chen Guan-ling | 91 kg  | Rohelys Galvis | 90 kg   | Irene Borrego   | 89 kg  |
| Slancio   | Chen Guan-ling | 112 kg | Rohelys Galvis | 111 kg  | Rosalba Morales | 110 kg |
| Totale    | Chen Guan-ling | 203 kg | Rohelys Galvis | 201 kg  | Irene Borrego   | 199 kg |

## Record
Prima di questa competizione, i record mondiali esistenti erano i seguenti:
| Record mondiale | Strappo | Li Yajun    | 102 kg | Aşgabat, Turkmenistan | 3 novembre 2018   |
| Record mondiale | Slancio | Liao Qiuyun | 129 kg | Pattaya, Thailandia   | 20 settembre 2019 |
| Record mondiale | Totale  | Liao Qiuyun | 227 kg | Pattaya, Thailandia   | 20 settembre 2019 |

## Risultati
| Pos. | Atleta                           | Gr. | Peso atleta | Strappo (kg) | Strappo (kg) | Strappo (kg) | Strappo (kg) | Slancio (kg) | Slancio (kg) | Slancio (kg) | Slancio (kg) | Totale |
| Pos. | Atleta                           | Gr. | Peso atleta | 1            | 2            | 3            | Pos.         | 1            | 2            | 3            | Pos.         | Totale |
| ---- | -------------------------------- | --- | ----------- | ------------ | ------------ | ------------ | ------------ | ------------ | ------------ | ------------ | ------------ | ------ |
|      | Chen Guan-ling (TPE)             | A   | 55.00       | 88           | 91           | 93           |              | 108          | 112          | 112          |              | 203    |
|      | Rohelys Galvis (COL)             | A   | 55.00       | 87           | 87           | 90           |              | 105          | 109          | 111          |              | 201    |
|      | Irene Borrego (MEX)              | A   | 55.00       | 85           | 89           | 92           |              | 106          | 110          | 110          | 4            | 199    |
| 4    | Andreea Cotruţa (ROU)            | A   | 53.47       | 87           | 90           | 90           | 5            | 107          | 110          | 110          | 5            | 197    |
| 5    | Shoely Mego (PER)                | B   | 55.00       | 82           | 85           | 87           | 4            | 105          | 108          | 108          | 6            | 195    |
| 6    | Rosalba Morales (COL)            | A   | 55.00       | 85           | 88           | 88           | 9            | 110          | 113          | 113          |              | 195    |
| 7    | Aleksandra Grigoryan (ARM)       | A   | 55.00       | 83           | 86           | 86           | 12           | 107          | 107          | 114          | 8            | 190    |
| 8    | Josée Gallant (CAN)              | B   | 54.69       | 84           | 88           | 88           | 11           | 104          | 105          | 108          | 9            | 189    |
| 9    | Jamila Panfilova (UZB)           | A   | 54.75       | 82           | 85           | 87           | 6            | 102          | 105          | 106          | 15           | 189    |
| 10   | Sol Anette Waaler (NOR)          | B   | 54.63       | 83           | 86           | 88           | 7            | 102          | 105          | 105          | 14           | 188    |
| 11   | Juliana Klarisa (INA)            | B   | 54.75       | 79           | 82           | 83           | 20           | 103          | 107          | 112          | 7            | 186    |
| 12   | Windy Cantika Aisah (INA)        | B   | 54.68       | 81           | 81           | 85           | 8            | 100          | 105          | 105          | 17           | 185    |
| 13   | Jenly Tegu Wini (SOL)            | C   | 54.49       | 75           | 80           | 84           | 10           | 100          | 106          | 106          | 16           | 184    |
| 14   | Alba Sánchez (ESP)               | B   | 55.00       | 80           | 84           | 84           | 15           | 100          | 103          | 105          | 11           | 183    |
| 15   | Scheila Meister (SUI)            | A   | 55.00       | 80           | 80           | 84           | 18           | 103          | 103          | 105          | 13           | 183    |
| 16   | Aline Facciolla (WRT)            | B   | 55.00       | 77           | 81           | 82           | 13           | 95           | 100          | 100          | 18           | 182    |
| 17   | Rebekka Tao Jacobsen (NOR)       | B   | 54.93       | 77           | 79           | 80           | 21           | 102          | 104          | 107          | 10           | 181    |
| 18   | Sarikanirina Bakoliharisoa (MAD) | C   | 54.66       | 75           | 75           | 80           | 14           | 95           | 105          | 105          | 19           | 175    |
| 19   | Marlous Schuilwerve (NLD)        | B   | 54.70       | 77           | 77           | 80           | 16           | 93           | 93           | 96           | 20           | 173    |
| 20   | Issi Agrait (PUR)                | C   | 54.75       | 71           | 75           | 79           | 19           | 90           | 91           | 95           | 22           | 170    |
| 21   | Atenery Hernández (ESP)          | C   | 53.14       | 72           | 74           | 76           | 23           | 92           | 95           | 95           | 21           | 166    |
| 22   | Ana Gabriela López (MEX)         | C   | 53.72       | 75           | 80           | 80           | 22           | 80           | 85           | 90           | 23           | 165    |
| 23   | Margarida Oliveira (PRT)         | C   | 54.08       | 60           | 65           | 66           | 24           | 80           | 85           | 88           | 24           | 145    |
| 24   | Hanan Aameri (KSA)               | C   | 51.52       | 54           | 58           | 58           | 25           | 70           | 70           | 77           | 27           | 128    |
| 25   | Liyana Safiah Sidek (BHR)        | C   | 52.76       | 53           | 55           | 58           | 26           | 68           | 71           | 71           | 26           | 126    |
| —    | Celine Ludovica Delia (ITA)      | A   | 54.70       | 80           | 85           | 85           | 17           | 110          | 110          | 111          | —            | —      |
| —    | Izabella Yaylyan (ARM)           | A   | 55.00       | 85           | —            | —            | —            | —            | —            | —            | —            | —      |
| —    | Rose Harvey (CAN)                | B   | 54.92       | 81           | 81           | 81           | —            | 100          | 103          | 105          | 12           | —      |
| —    | Tika Maya Gurung (NEP)           | C   | 54.03       | 62           | 62           | 62           | —            | 80           | 80           | 86           | 25           | —      |
| —    | Sanikun Tanasan (THA)            | C   | 51.48       | 85           | —            | —            | —            | —            | —            | —            | —            | —      |
| —    | Bindyarani Devi (IND)            | C   | 54.85       | —            | —            | —            | —            | —            | —            | —            | —            | —      |